# Бонампак
Бонампак (ісп, мая: Bonampak) — стародавнє місто мая, розташоване в мексиканському штаті Чіапас, приблизно за 30 км на південь від Яшчилана (Yaxchilan) і кордону з Гватемалою.

## Назва
Назва штучна і пізня, оригінальна назва поселення не збереглась. Сучасну назву запропонували археологи, переклавши на мову мая словосполучення «пофарбовані стіни».

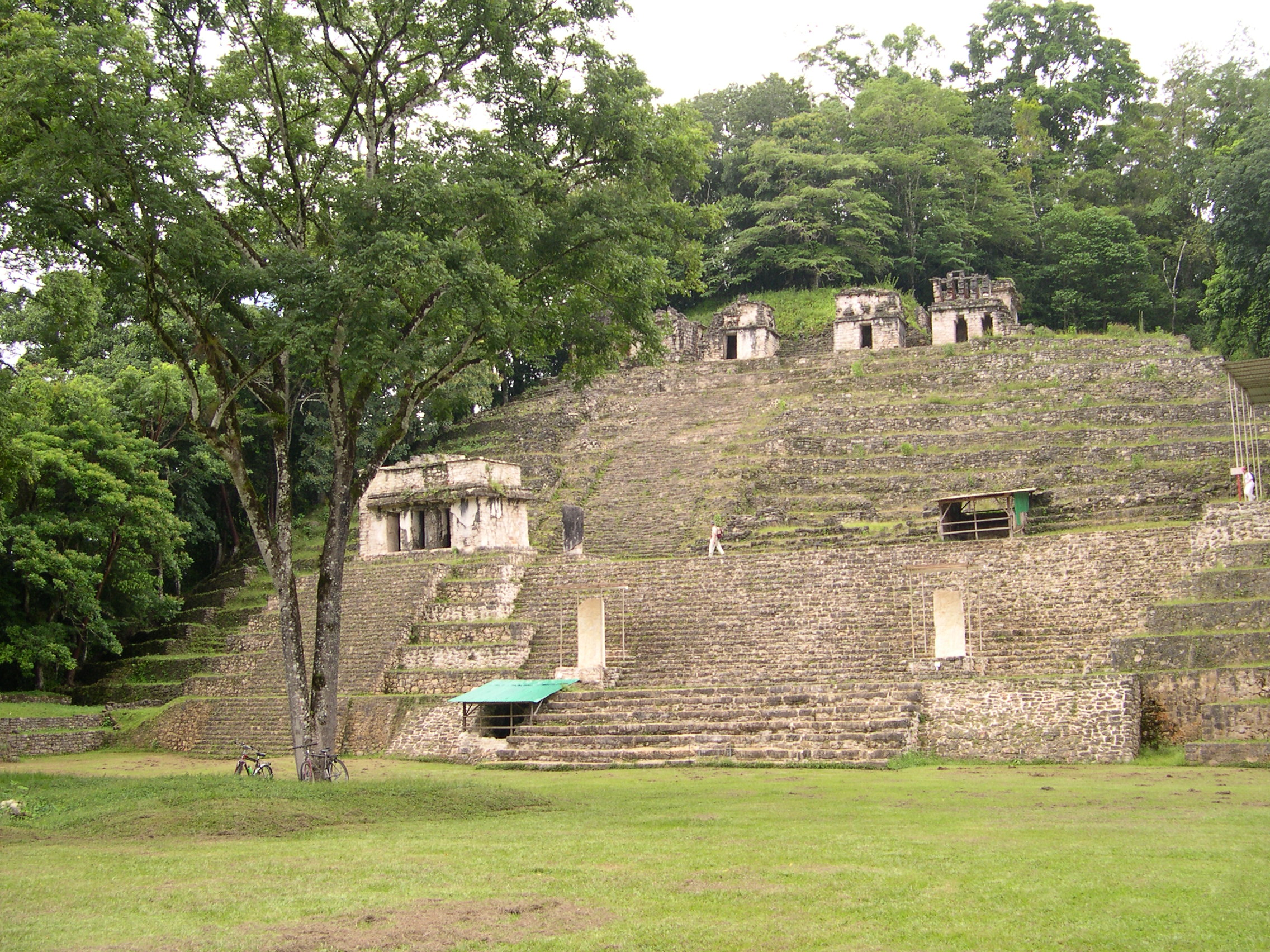
Бонампак. Фрески розташовані в невеличкій будівлі праворуч від цієї піраміди.

## Відкриття

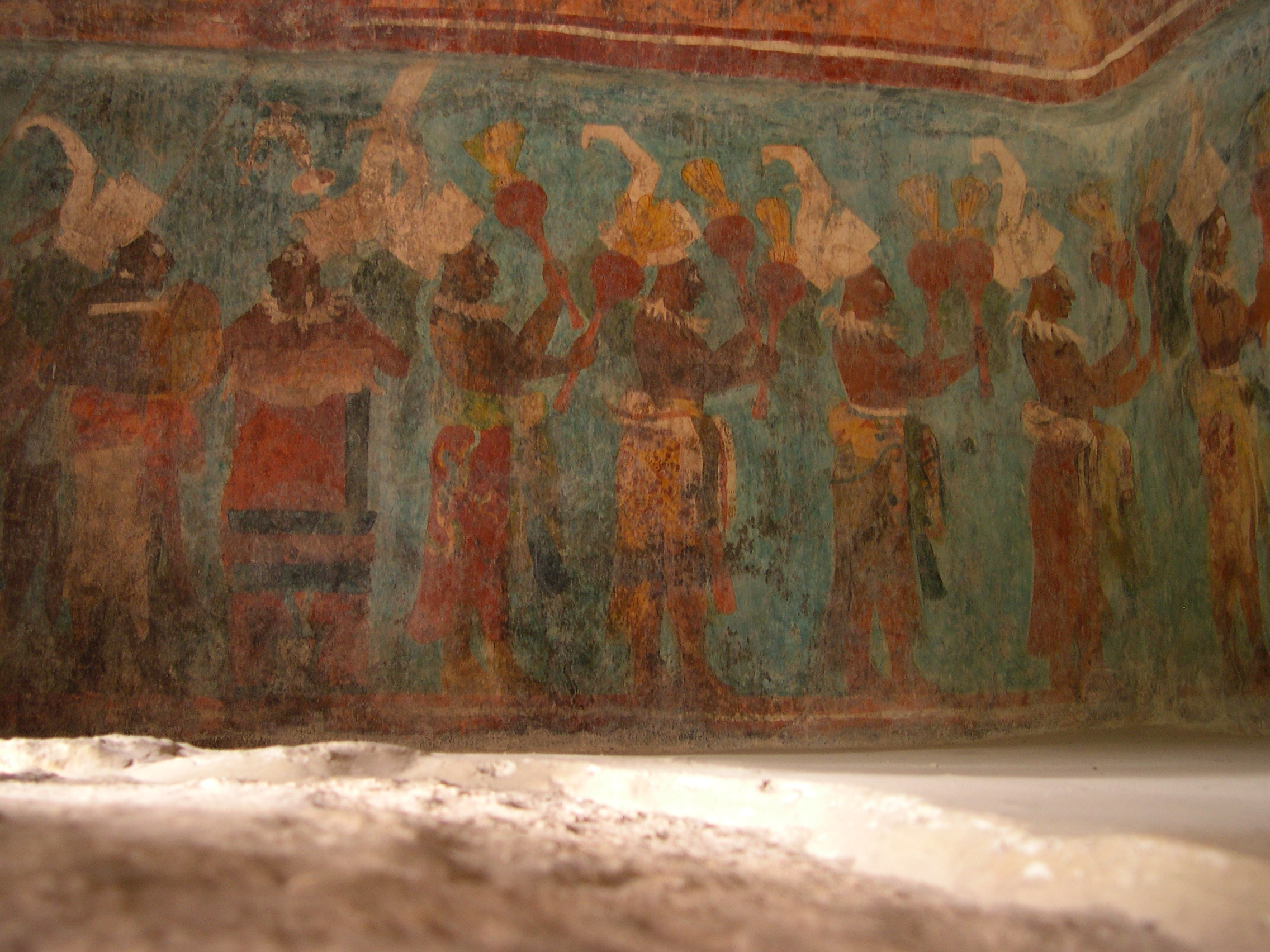
Фрески в Структурі 1 сайту Бонампак

Це невелике поселення, яке протягом більшості часу було залежним від сусіднього Яшчилана. Найімовірніше всі будівлі, які дійшли до наших часів, були зведені у період між 580 і 800 роками. У 1946 році Бонампак був знайдений фотографом Джайлзом Гелі (Giles Healy), якого привели до нього сучасні мая народу лакандон, які у той час, як і зараз, відвідували руїни, щоб молитися в стародавніх храмах.

## Опис
Бонампак містить кілька храмів середнього розміру, що оточують велику площу, разом з декількома колодязями та різними стелами, і відомий насамперед завдяки уславленим фрескам в одній з будівель.
Будівлю, що містить фрески, часто називають Храмом Фресок (хоча серед археологів вона відома під назвою «Структура 1») Це довга вузька будівля з 3 кімнатами на платформі на половині висоти високої ступінчастої піраміди. Внутрішні стіни зберігають унікальні приклади монументального живопису мая класичного періоду, інакше відомого тільки за зразками кераміки і випадковим фрагментам збляклих, погано збережених фресок в інших місцях. Через сприятливий для дослідників випадок, дощова вода просочилася в пластирі даху таким чином, що вона покрила внутрішні стіни шаром злегка прозорого карбонату кальцію. Незабаром після відкриття Гелі, Інститут Карнегі надіслав експедицію до Бонампака. Стінописи були обережно протерті гасом, який зробив шар над живописом тимчасово прозорим, після цього фрески були детально сфотографовані, а сюжети скопійовані кількома художниками експедиції. У 1996 році група дослідників Єльського університету почала проєкт документації знахідок у Бонампаці, який включав створення навіть більше детальних описів, фотографій і копій фресок. Копія храму Паленке з фресками виставлена в Національному музеї антропології в Мехіко. Існує також пересувна модель храму меншого за оригінал розміру, яку вивозять на виставки в інші країни.

## Технологія та стилістика

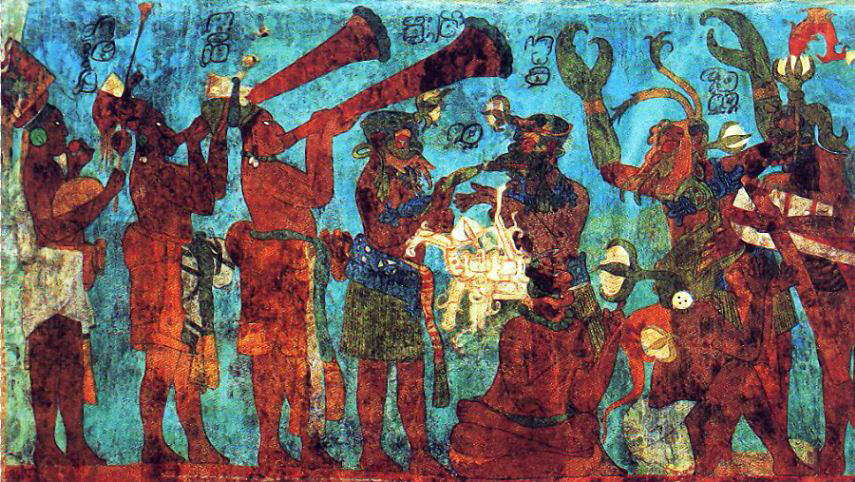
Індіанський оркестр стародавніх мая і актори в масках.

Фрески датують 790 роком, коли вони були виконані як типові фрески західноєвропейських митців, без швів у тиньку. Це вказівка на те, що кожна кімната фарбувалася за одну сесію за короткий час, поки покриття було вологим. Стиль фресок вказує на наявність головного художника з парою компетентних помічників. Три кімнати показують серії фактичних подій з великим числом реалістичних деталей.
- Зображення у першій кімнаті показують одягнених священників і вельмож під час церемонії святкування народження дитини — спадкоємця благородного роду. На фресковому циклі показано також тогочасний оркестр, що грає на дерев'яних трубах, барабанах та інших інструментах, і представників знаті, що радяться неподалік.
- Друга кімната показує місце військових дій, з полоненими, у яких пальці ритуально поранені, що сидять перед багато одягненим Чаан Муаном, правителем Бонампака. Зазвичай припускають, що ув'язнених готували для принесення в жертву, хоча це фактично і не показується на фресках.
- Третя кімната показує церемонію з танцівниками в розкішних костюмах, що носять маски богів, і вождя та його родину. На окремому місці жінки вождя, які протикають голками кактуса власні язики під час церемонії ритуального кровопускання. Крапельки крові збирали на смужки паперу і кидали той у жаровню для спалення. Дим від спалення і доносив жертовну кров до богів. Супровідний ієрогліфічний текст датує місце дії і надає імена головних учасників.

## Оцінки професора Мері Міллер

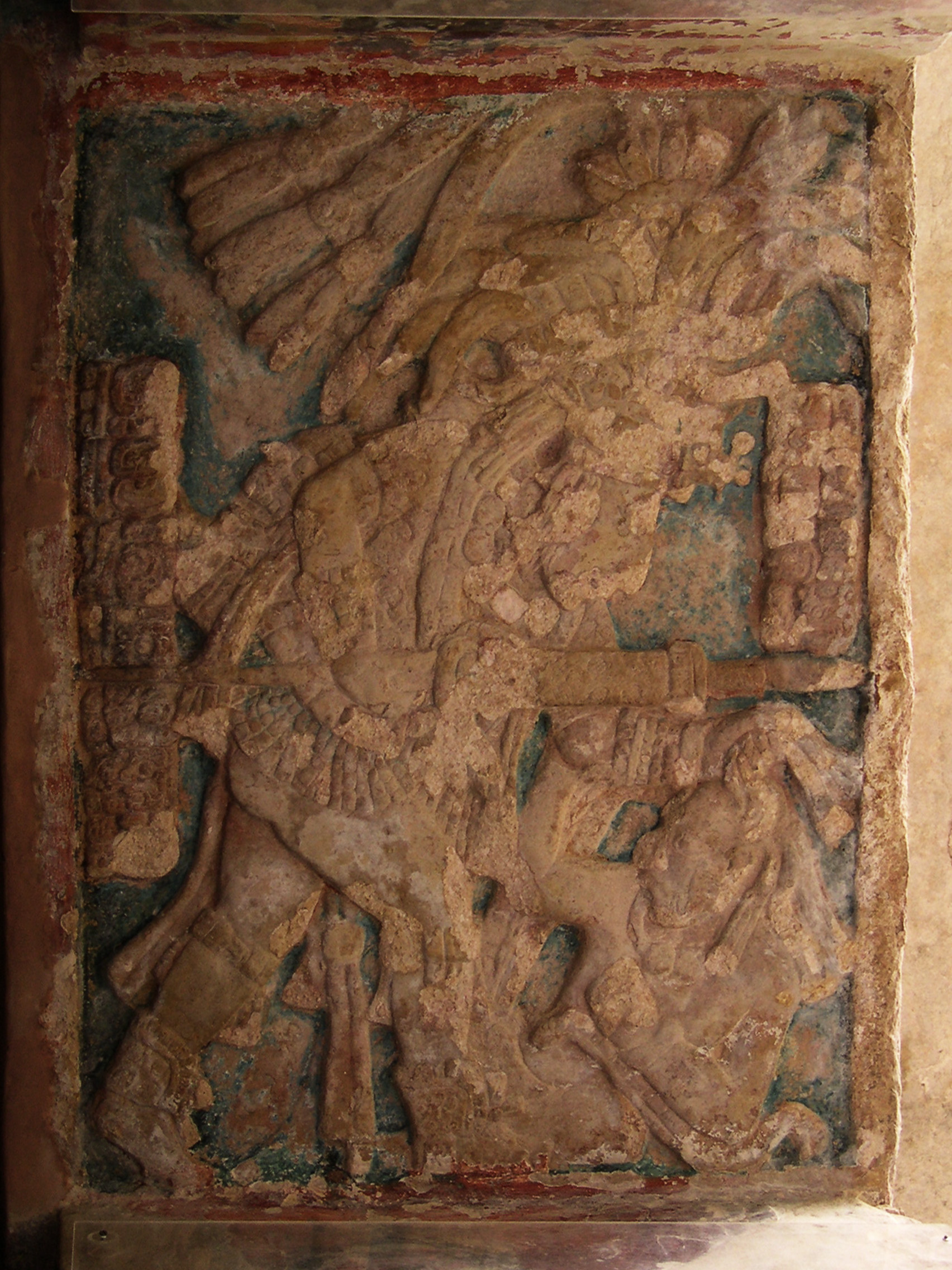
Балка над одним з дверних отворів Структури 1. Сцена захоплення полоненого.

Професор Мері Міллер (Mary Miller) з Єльського університету, яка проводила детальне дослідження фресок, писала: «Можливо ніякий єдиний експонат стародавнього Нового Світу не пропонує настільки детального опису доіспанського суспільства, як живопис Бонампаку. Ніяка інша робота мая, що дійшла до нас, не показує стільки людей, що брали участь у придворному житті мая і не зображає їх з такими подробицями, роблячи фрески Бонампаку безпрецедентним ресурсом для розуміння стародавнього суспільства».

## Туристичний об'єкт
Хоча туристи і можуть відвідати Бонампак, шлях до нього тяжкий і довгий від будь-якого великого міста, і фрески багато менш видимі, ніж на фотографіях 1940-х років. Фотографія із спалахом формально не дозволяється в межах Храму Фресок (хоча за цим ніхто і не слідкує). Сьогодні хороший огляд фресок можна побачити, відвідуючи повномасштабну копію храму в Національному музеї антропології в Мехіко. Починаючи з прокладення прикордонного шосе мексиканським урядом на початку 1990-х, Бонампак став значно більше доступним туристам, хоча і необхідно проїхати останні 30 км на човні по річці. Значну частину відвідувачів Бонампаку все ще становлять представники самого народу мая. Хоча це і не найбільше місто за кількістю споруд, фрески — незрівнянні в варті відвідування міста.

## Галерея

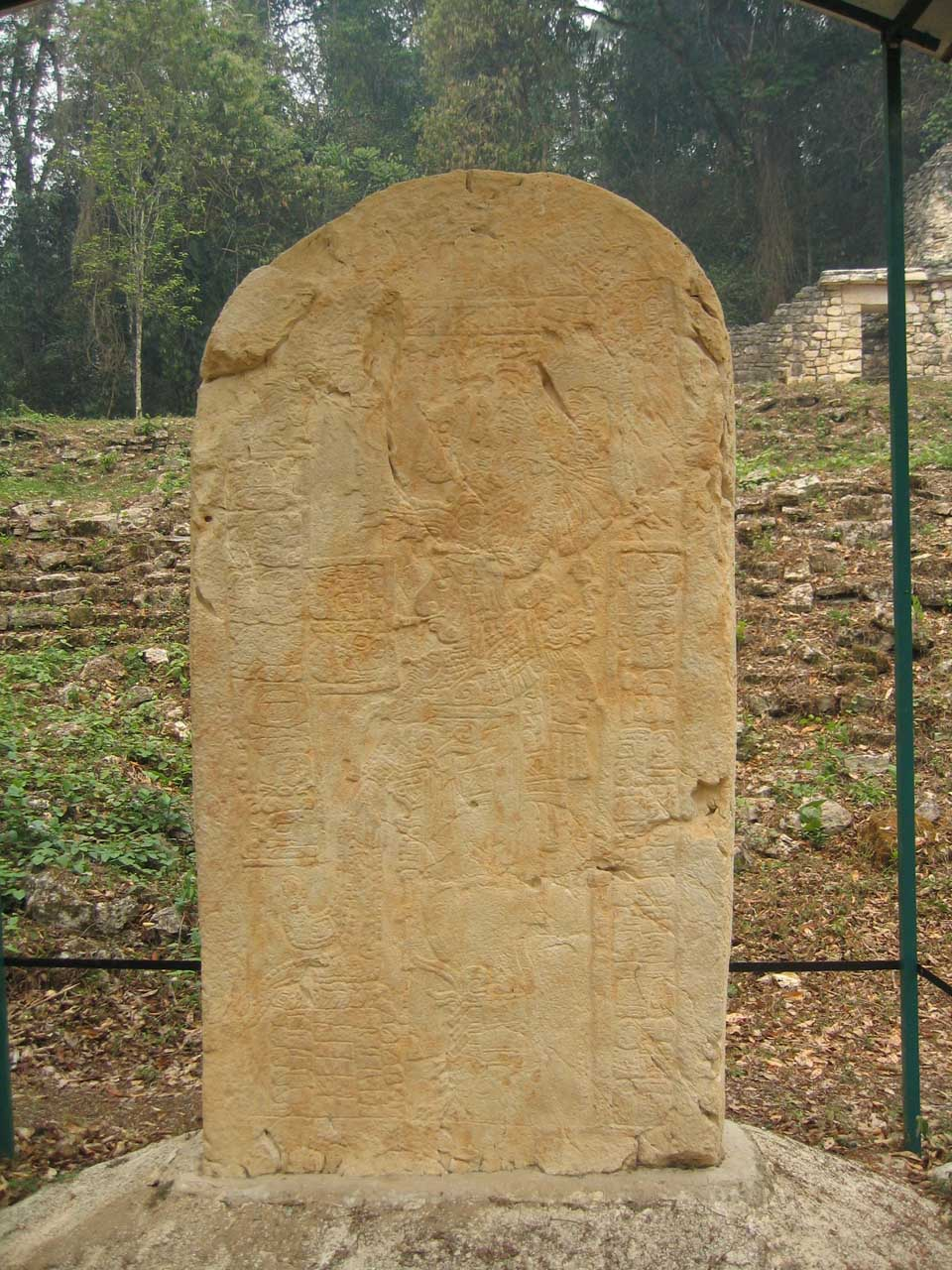
1. Стела
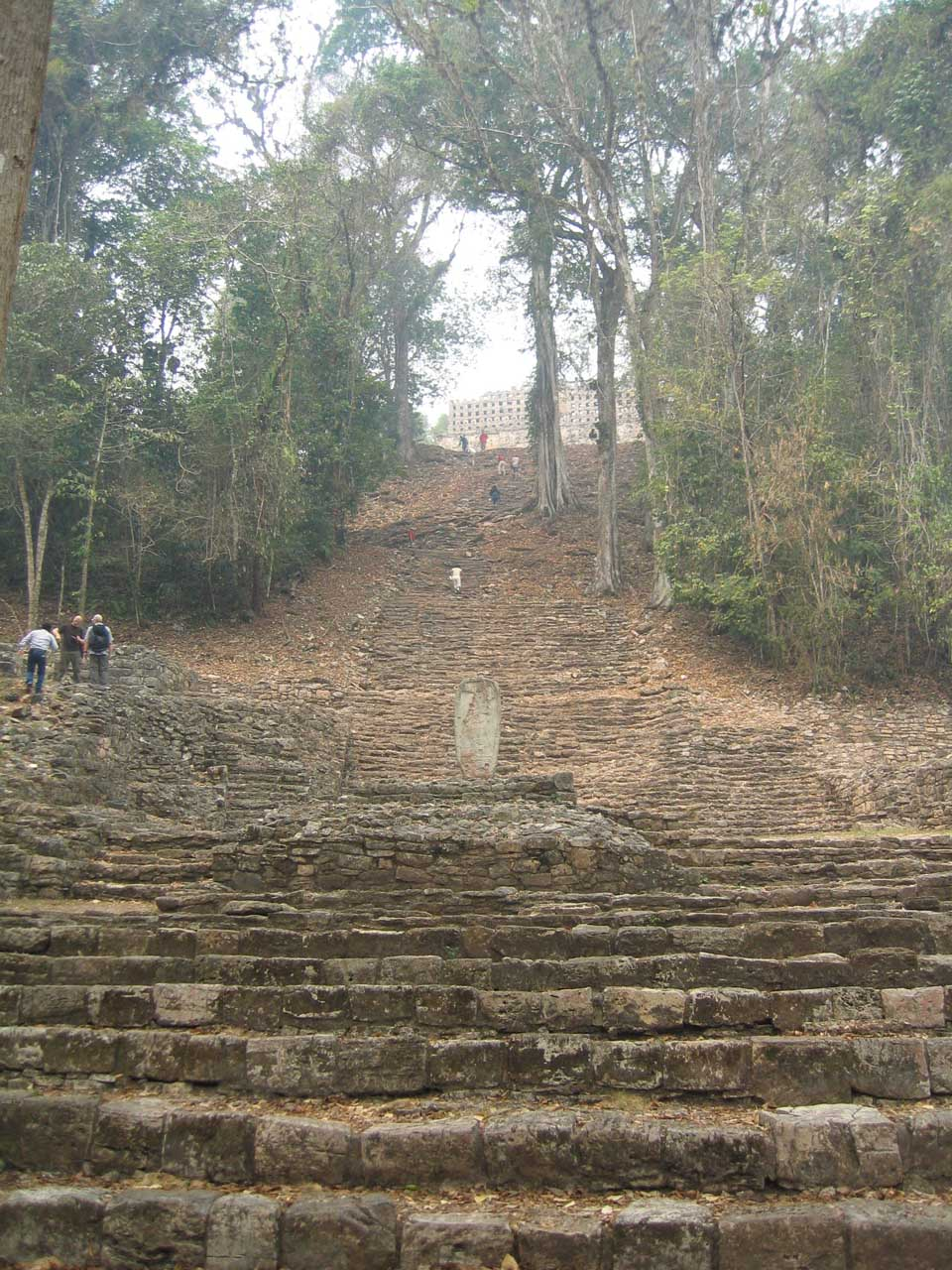
2. Сходи до «замку»
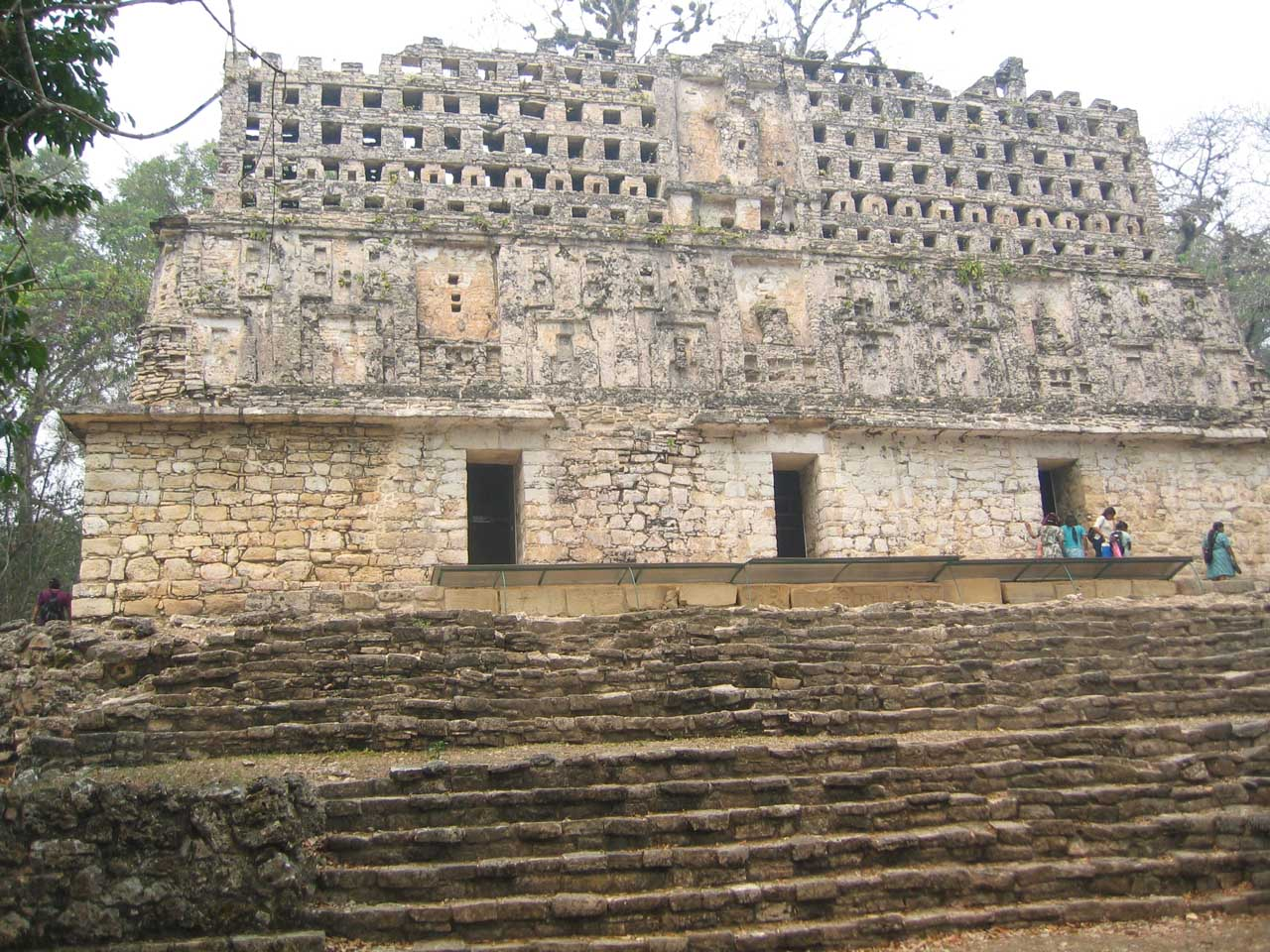
3. «Замок»
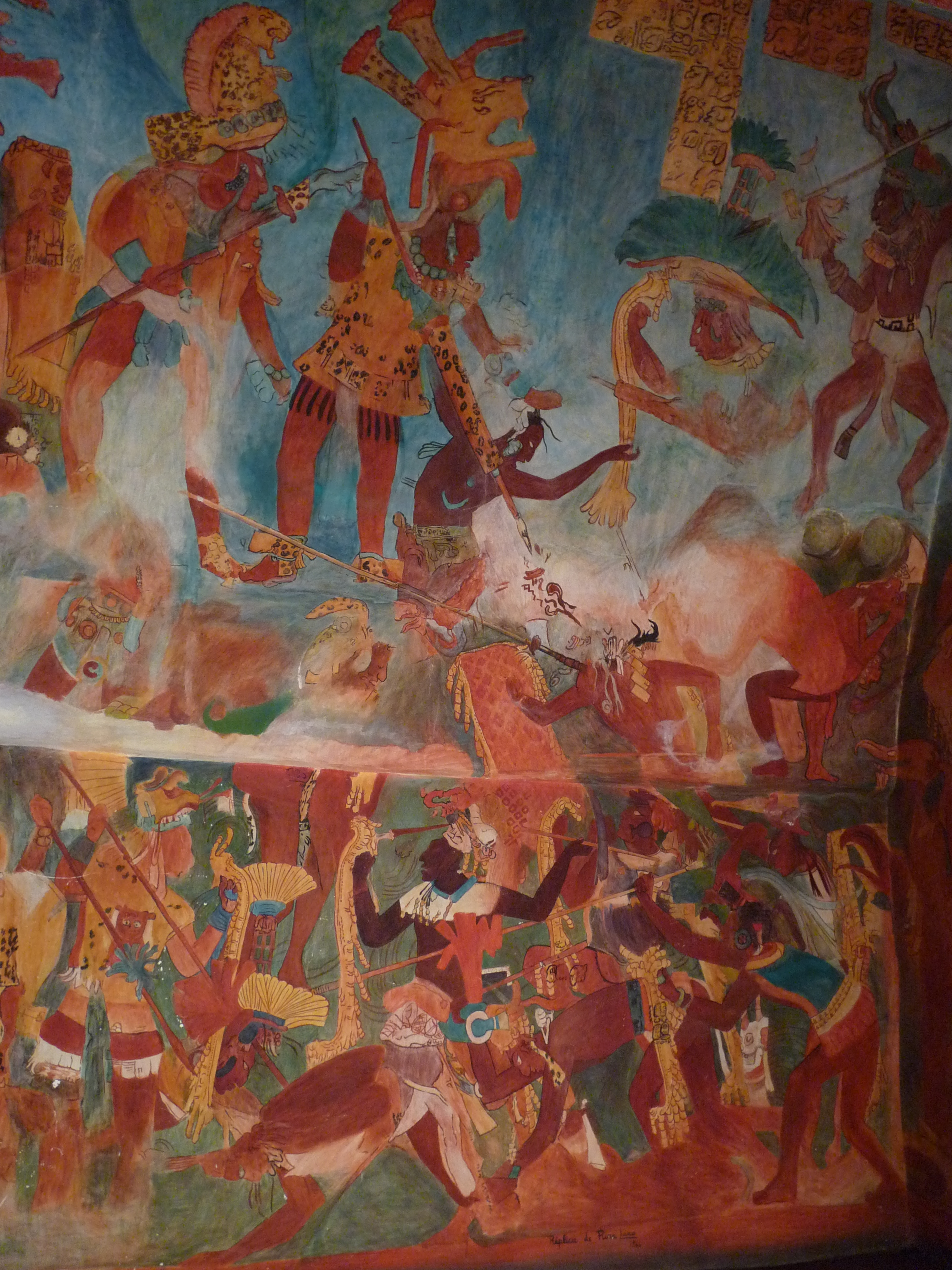